# Santiago Denia
Santi, właśc. Santiago Denia Sánchez (ur. 9 marca 1974 w Albacete) – hiszpański piłkarz grający na pozycji obrońcy. W swojej karierze 2 razy wystąpił w reprezentacji Hiszpanii.

## Kariera klubowa
Karierę piłkarską Santi rozpoczął w klubie Albacete Balompié. W 1992 roku stał się zawodnikiem pierwszego zespołu. 5 września 1992 roku zadebiutował w Primera División w przegranym 3:4 domowym meczu z Sevillą. Od czasu debiutu był podstawowym zawodnikiem zespołu Albacete. 26 listopada 1994 strzelił premierowego gola na szczeblu Primera División - w meczu z Atlético Madryt (2:2). W pierwszym zespole Albacete grał przez 3 sezony.
Latem 1995 roku Santi przeszedł z Albacete Balompié do Atlético Madryt. W Atlético swój debiut zanotował 2 września 1995 w meczu z Realem Sociedad (4:1). W swoim pierwszym sezonie spędzonym w Atlético wywalczył swoje jedyne mistrzostwo Hiszpanii w karierze. W tamtym sezonie sięgnął też po swój trzeci Puchar Króla. Zawodnikiem Atlético był przez 9 sezonów i rozegrał w tym klubie ponad 200 ligowych spotkań.
W 2005 roku do Atlético przybył Pablo Ibáñez i Santi stracił miejsce w składzie. Wrócił więc do Albacete. W sezonie 2004/2005 spadł z nim do Segunda División. Na drugim szczeblu rozgrywek w Hiszpanii grał przez 2 lata. W 2007 roku zakończył karierę sportową.
| Sezon   | Klub              | Kraj      | Rozgrywki        | Mecze | Bramki |
| ------- | ----------------- | --------- | ---------------- | ----- | ------ |
| 1992/93 | Albacete Balompié | Hiszpania | Primera División | 31    | 0      |
| 1993/94 | Albacete Balompié | Hiszpania | Primera División | 34    | 0      |
| 1994/95 | Albacete Balompié | Hiszpania | Primera División | 33    | 2      |
| 1995/96 | Atlético Madryt   | Hiszpania | Primera División | 37    | 0      |
| 1996/97 | Atlético Madryt   | Hiszpania | Primera División | 37    | 2      |
| 1997/98 | Atlético Madryt   | Hiszpania | Primera División | 33    | 3      |
| 1998/99 | Atlético Madryt   | Hiszpania | Primera División | 30    | 0      |
| 1999/00 | Atlético Madryt   | Hiszpania | Primera División | 28    | 0      |
| 2000/01 | Atlético Madryt   | Hiszpania | Primera División | 23    | 0      |
| 2001/02 | Atlético Madryt   | Hiszpania | Primera División | 15    | 1      |
| 2002/03 | Atlético Madryt   | Hiszpania | Primera División | 8     | 1      |
| 2003/04 | Atlético Madryt   | Hiszpania | Primera División | 14    | 0      |
| 2004/05 | Atlético Madryt   | Hiszpania | Primera División | 0     | 0      |
| 2004/05 | Albacete Balompié | Hiszpania | Primera División | 12    | 0      |
| 2005/06 | Albacete Balompié | Hiszpania | Segunda División | 21    | 0      |
| 2006/07 | Albacete Balompié | Hiszpania | Segunda División | 5     | 1      |

## Kariera reprezentacyjna
W reprezentacji Hiszpanii Santi zadebiutował 11 października 1997 roku w wygranym 3:1 spotkaniu eliminacji do MŚ 1994 z Wyspami Owczymi. Rok później w meczu ze Szwecją (4:0) wystąpił w kadrze narodowej po raz drugi i ostatni. W swojej karierze występował też w młodzieżowych reprezentacjach: U-18, U-21 i U-23. Z tą trzecią wystąpił na Letnich Igrzyskach Olimpijskich w Atlancie.
| Mecze i gole w reprezentacji | Mecze i gole w reprezentacji | Mecze i gole w reprezentacji | Mecze i gole w reprezentacji | Mecze i gole w reprezentacji | Mecze i gole w reprezentacji | Mecze i gole w reprezentacji |
| #                            | Data                         | Stadion                      | Rywal                        | Wynik                        | Gol                          | Rozgrywki                    |
| 1997                         | 1997                         | 1997                         | 1997                         | 1997                         | 1997                         | 1997                         |
| ---------------------------- | ---------------------------- | ---------------------------- | ---------------------------- | ---------------------------- | ---------------------------- | ---------------------------- |
| 1.                           | 11.10.1997                   | Gijón, Hiszpania             | Wyspy Owcze                  | 3:1                          | 0                            | el. MŚ 1994                  |
| 1998                         |                              |                              |                              |                              |                              |                              |
| 2.                           | 25.03.1998                   | Vigo, Hiszpania              | Szwecja                      | 4:0                          | 0                            | towarzyski                   |

## Sukcesy
- Mistrzostwo Hiszpanii (1)

Atlético Madryt: 1995/1996
- Puchar Króla (1)

Atlético Madryt: 1996